# Krok stranou
Krok stranou je CD skupiny Sto zvířat z roku 1999. Obsahuje tři skladby z chystaného alba Ty vole, na základní škole…. Ve skladbě „Ksicht“ zpívá Arnošt Hanf, zatímco na později vydaném albu tuto píseň zpívá Jan Kalina.

## Seznam skladeb
1. Ryba
2. Kanál
3. Ksicht